# Рояль в кустах

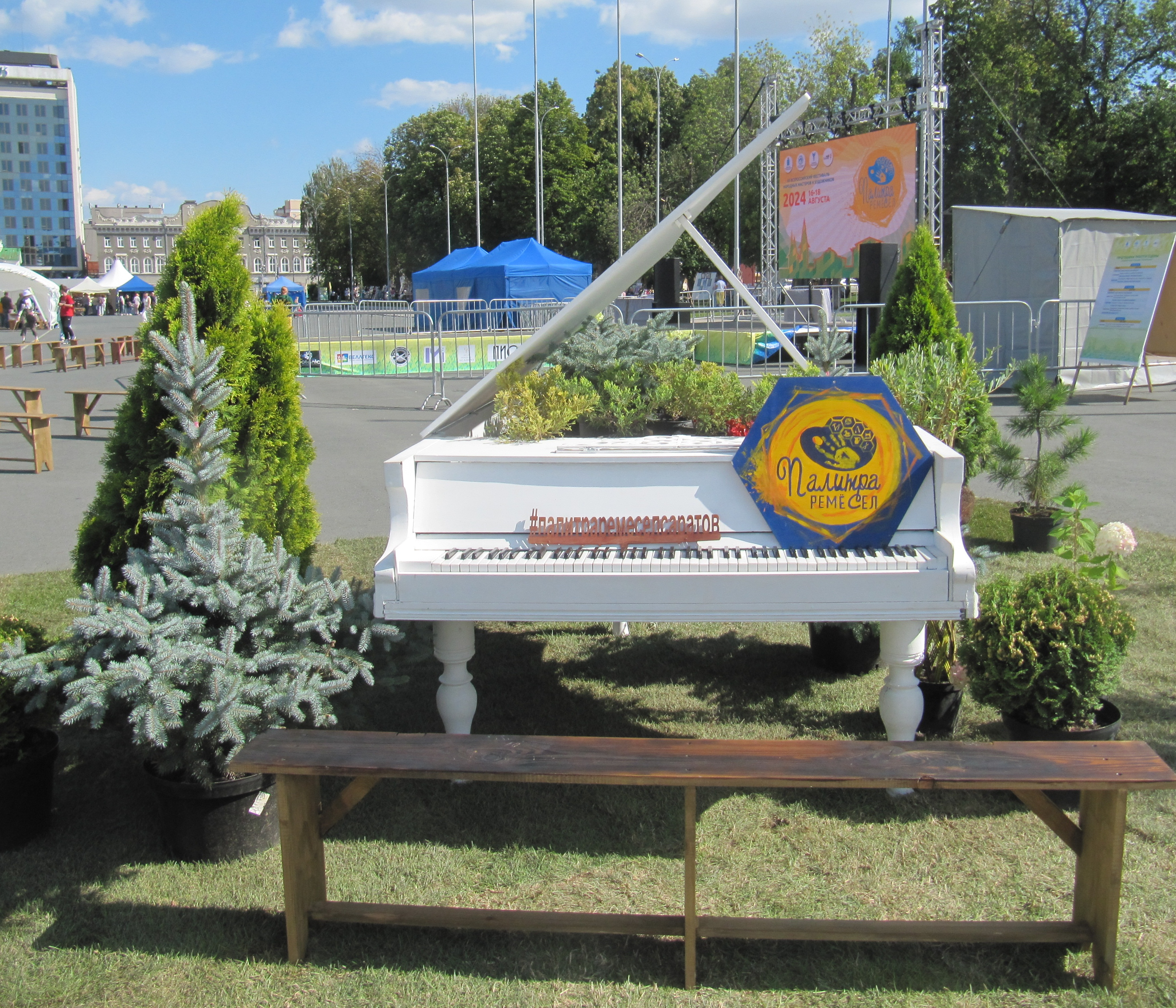
Рояль в кустах

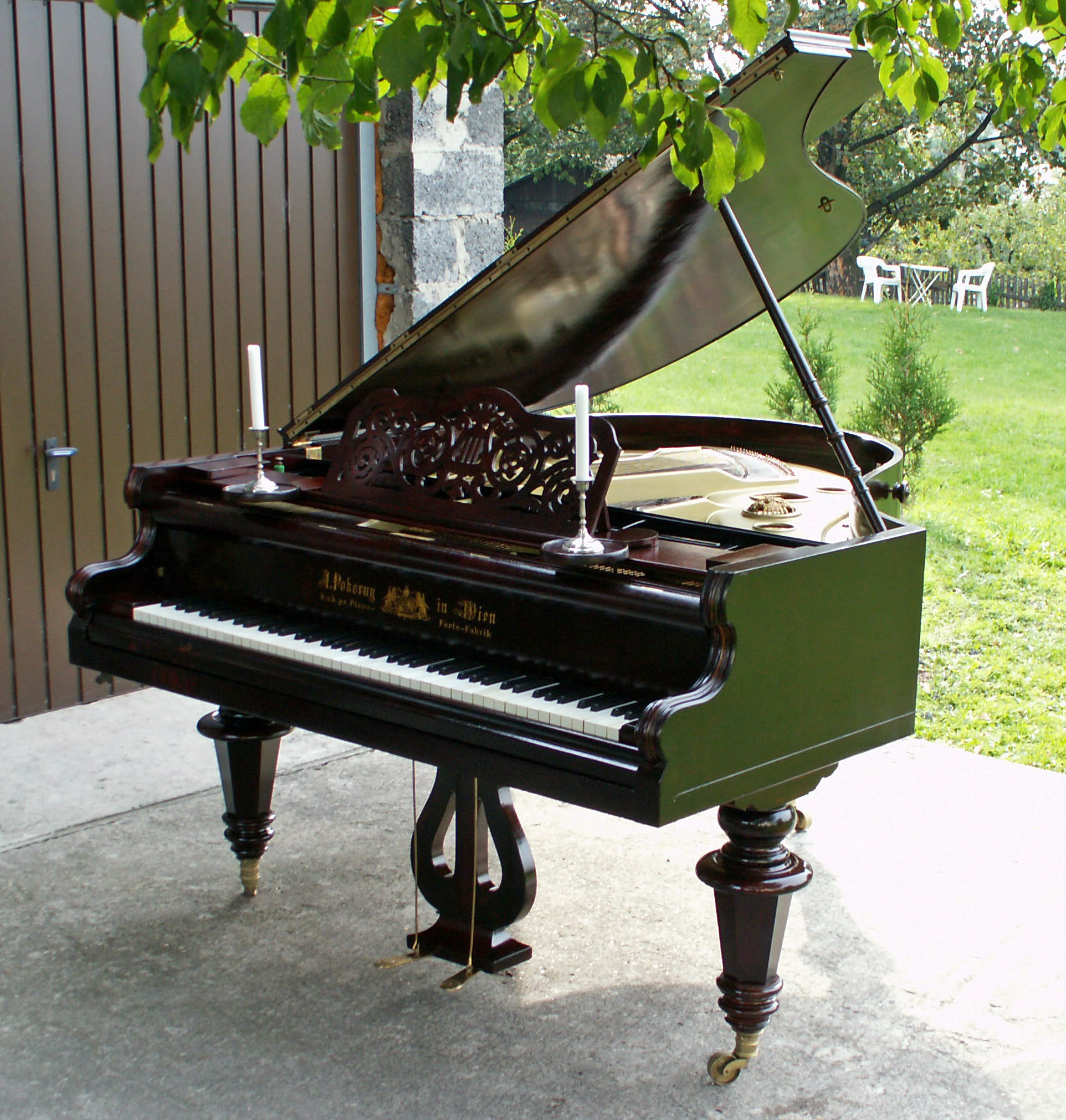

Роя́ль в куста́х — русское идиоматическое выражение, означающее явно заранее подготовленный экспромт либо ненатуральный, искусственный поворот сюжета художественного произведения, представляемый автором как случайность.

## Происхождение
Фраза происходит из эстрадной миниатюры «Совершенно случайно» (из пародийного обозрения «Тринадцатая программа»), сочинённой Аркадием Аркановым и Григорием Гориным в 1963 году, где пародировались типичные для советского телевидения штампы, присущие документальным передачам. В пародии ведущий встречает на бульваре пенсионера, который «случайно» оказывается бывшим передовиком производства, беседует с ним. В ходе беседы постоянно подворачиваются подходящие персонажи и предметы. Когда, наконец, выясняется, что герой умеет музицировать, оказывается, что он захватил с собой виолончель, на которой играет полонез Огинского. А после оказывается, что на бульваре в кустах случайно стоит рояль, на котором герой может сыграть телезрителям. Последнее он комментирует словами: 
Здесь как раз в кустах случайно стоит рояль, я могу сыграть.
Комизм ситуации подчёркивался словосочетанием «совершенно случайно», которое ведущий употреблял постоянно, тем самым подчеркивая мнимость этой случайности.
После выхода рассказа фраза «рояль в кустах» была подхвачена тележурналистами и через какое-то время стала общеизвестным крылатым выражением и фразеологизмом. По мере распространения фразеологизм вышел за пределы тележурналистики и стал обозначать явно «искусственную случайность» в сюжете любого произведения искусства.

## Определение
Одному из авторов журнала «Самиздат» — Константину Костину — принадлежит такое определение «рояля в кустах» (также сокращенно просто «рояль») в литературном сюжете:

«Рояль» — недостаток произведения, выраженный в нелогичном, непредсказуемом, никак не вытекающем из предыдущего повествования появлении человека, существа или предмета, догадки или же свойства предмета или человека, оказывающего существенное влияние на сюжет, введённого в книгу только для использования в одной конкретной ситуации и помогающему главному герою.
В данном определении упомянуты все существенные особенности «Рояля в кустах»:
- «Рояль» внешне выглядит как предмет, умение или знание, наличие которого существенно увеличивает способность героев справиться с ситуацией.
- «Рояль» появляется в действии в момент, когда он необходим.
- До момента появления в сюжете «рояля» нет никаких оснований, чтобы предвидеть или хотя бы предположить его существование.
- «Рояль» появляется, чтобы поддержать какой-то конкретный момент в сюжете и зачастую далее никак не влияет на его развитие.

## Примеры
- Случайно найденное оружие или амулет от нечисти перед встречей с врагом или походом в «дом с привидениями» — пример «предметного» «рояля в кустах». Если герой — неграмотный крестьянин из муромской глубинки XIX века, но в момент, когда в его руках оказывается документ на суахили, выясняется, что герой умеет читать на этом языке, потому что в детстве его научил этому неведомый странствующий монах — это тоже типичный «рояль в кустах», хотя в данном случае он представлен не в предмете, а в умениях персонажа.
- Удачное включение телевизора, когда герой застаёт сюжетно важную информацию, едва включив экран.
- Герой умеет водить случайное транспортное средство достаточно профессионально для преследования врага.